# Jackson do Pandeiro
Jackson do Pandeiro, nom artístic de José Gomes Filho (Alagoa Grande, Paraíba; 31 d'agost de 1919 – Brasília, Districte Federal; 10 de juliol de 1982), va ser un cantant, compositor i instrumentista brasiler. Va ser conegut com O Rei do Ritmo (El Rei del Ritme).

## Infància
Jackson va néixer el 31 d'agost de 1919, a l'engenho Tanques, amb el nom de José Gomes da Silva. Era fill d'una cantant de coco, Flora Mourão (nom artístic de Flora Maria da Conceição), i de José Gomes, que treballava amb terrissa. Va tenir una infància molt pobra i mai va freqüentar una escola.
A través de la mare, Jackson va començar a prendre gust pel ritme tocant la zabumba, un instrument de percussió característic del baião. Després de la mort del pare, a principis de la dècada del 1930, la família passa per serioses dificultats econòmiques. Flora, els tres fills, José (Jackson), Severina i João, i el nebot João Galdino, comencen una vida a Campina Grande -on arriben després de quatre dies de viatge- acollits per Manuel Galdino, cunyat de Flora i pare de João.
Jackson va treballar d'enllustrador i ajudant en una fleca. Per complementar la renda, agafava feines diverses, com pintor, escombriaire, instal·lador de teulades, etc. Mica a mica, Jackson va assumir el paper de cap de la família.

## Carrera artística

### Primers treballs
A Campina Grande, Jackson es va unir l'acordionista Geraldo Corrêa, al banjo Epitácio Cassiano dos Santos "Paizinho" i al guitarrista Vicente Pereira da Silva, que ja coneixia d'Alagoa Grande, per tocar junts a la ciutat. Tocaven de nit al Casino Eldorado de Josefa Tributino, la seva madrina artística. En aquella època va formar el duet Café com Leite, amb el pandeirista Zé Lacerda.
Jackson decidiria abandonar la ciutat i marxar a João Pessoa el 1946.

### Carrera en la ràdio i debut discogràfic
A la capital paraibana, va conèixer dos dels seus principals socis: Benigno de Carvalho, amb qui compartiria espectacles d'èxit en la ciutat; i Rosil Cavalcanti, amb qui va reactivar la parella Cafè com Leite i amb qui va gravar el seu primer gran èxit, Sebastiana. Va continuar la seva vida de músic tocant en sales d'espectacles i va ser contractat per Ràdio Tabajara per actuar en l'orquestra d'aquella emissora, sota la batuta del mestre Nozinho. El 1948, quan aquest darrer va ser contractat per la ràdio del diari Jornal do Commercio, de Recife, va endur-se amb ell alguns membres de l'orquestra Tabajara, entre ells en Jackson, que es va canviar per la capital de Pernambuco.
El seu nom artístic es va originar quan encara era un nen, a Alagoa Grande. Era un gran seguidor dels westerns, en temps del cinema mut, i un gran admirador de l'actor Jack Perry, a qui va prendre el nom. El cognom va sorgir a Campina Grande, quan va començar a tocar el pandeiro amb el seu grup. Però va ser Ernani Séve, director d'un programa de Rádio Jornal do Commercio, qui va alterar el nom Jack do Pandeiro, deixant-lo en el definitiu i mundialment conegut Jackson do Pandeiro.
Fins al 1953, ja amb 35 anys, Jackson no va poder enregistrar el seu primer disc compacte: Forró em Limoeiro (d'Edgar Ferreira) i Sebastiana. El 1954, Jackson va traslladar-se a Rio de Janeiro, convidat per la discogràfica Copacabana. Aquell mateix any, va llançar quatre discos compactes i el primer LP: Jackson do Pandeiro com Conjunto e Coro. El 1956, van arribar set discs de 78 rpm més i un altre LP (Forró do Jackson).
Va tenir un programa dominical a la TV Tupi anomenat Jackson do Pandeiro na Tupi. Un dels seus companys d'emissora era Flávio Cavalcanti, qui conduïa un programa els dissabtes anomenat Um instante maestro. Durant l'emissió, Cavalcanti tenia l'hàbit de trencar vinils si contenien cançons que no l'agradessin. Un dia, va destrossar un disc tot dient que era una cançó «estúpida» de Jackson do Pandeiro, titulada Hotel do Zeferino. L'endemà, en el seu espai, Jackson va reprendre Flávio per haver enganyat els telespectadores amb un disc fals, ja que ell encara no havia enregistrat la cançó, i va dir que l'estúpid era ell «i la seva mare». Va acabar sent suspès per l'emissora i, poc després, va deciri trencar el contracte amb TV Tupi i fitxar per Rádio Nacional.

### Èxit artístic
Va tenir una carrera farcida de cançons d'èxit, com O Canto da Ema, Chiclete com Banana o Um a Um. Els crítics quedaven admirats amb la facilitat de Jackson per cantar els més diversos gèneres musicals. La seva discografia supera la trentena d'àlbums, publicats entre 1953 i 1981.
El fet d'haver tocat durant força temps al Casino Eldorado va perfeccionar la seva habilitat jazzística, i va ser font d'inspiració per artistes tan reputats com João Gilberto. Se'l considera un dels més grans ritmistes de la história de la Música Popular Brasileira i, al costat de Luiz Gonzaga, va ser dels prinicpals responsables per expandir per tot el país la música d'origen nordestí.
A partir del final dels anys 1950, amb l'arribada de la bossa nova i, més tard, de la Jovem Guarda, Jackson do Pandeiro va caure en l'ostracisme, tot i que encara era respectat i reconegut pels cantants més moderns.

## Vida personal

Jackson amb Almira, la seva segona esposa.

El 1938, Jackson va ser forçat a casar-se amb Maria da Penha Filgueiras; ja que la mare de la jove va amenaçar-lo amb portar-lo davant la justícia per haver desflorat la filla. La convivència entre Maria i la sogra Flora era abrupta i va ser la principal causa de la separació de la parella, tot i que no van arribar a oficialitzar el divorci.
La seva mare va morir el 14 d'agost de 1946, víctima d'una malaltia no identificada (un biògraf va sospitar que es podia haver tractat de càncer).
En Recife, a la pròpia ràdio del Diário do Commercio, va conèixer Almira Castilho de Albuquerque. Van tenir una llarga i productiva relació professional, i també sentimental, doncs es van casar el 1954.
Un any després, el 1955, quan Jackson do Pandeiro començava a fer-se conegut a nivell nacional, Maria da Penha va reaparèixer, acusant-lo d'abandonament, adulteri i bigamia, comportant al cantant incomptables articles negatius en la premsa rosa i també denúncies, que van quedar desestimades pels jutges.
El matrimoni amb Almira va concloure el 1966, després d'un cas extraconjugal de Jackson. La parella va mantenir la societat artística durant algun temps. Només un any després, Jackson va contraure matrimoni per tercer cop amb la bahiana Neuza Flores dos Anjos. Van viure plegats fins a la mort del músic.
El 5 de juliol de 1982, en el transcurs d'una sèrie de concerts pel Brasil, Jackson do Pandeiro va actuar a la capital, Brasília. L'endemà, abans d'agafar l'avió de tornada a Rio, va trobar-se malament i va haver de ser hospitalitzat en la Casa de Salut Santa Lúcia. El cantant, que havia sigut diagnosticat de diabetis dos anys enrere, va finar el dia 10, després d'haver patit una embòlia pulmonar i cerebral.
Va ser enterrat l'11 de juliol al Cementiri de Caju, en la ciutat de Rio de Janeiro, amb la presència de músics i compositors populars. Des de 2009 les restes mortals reposen a Alagoa Grande, la seva terra natal, en un mausoleu.

## Discografia

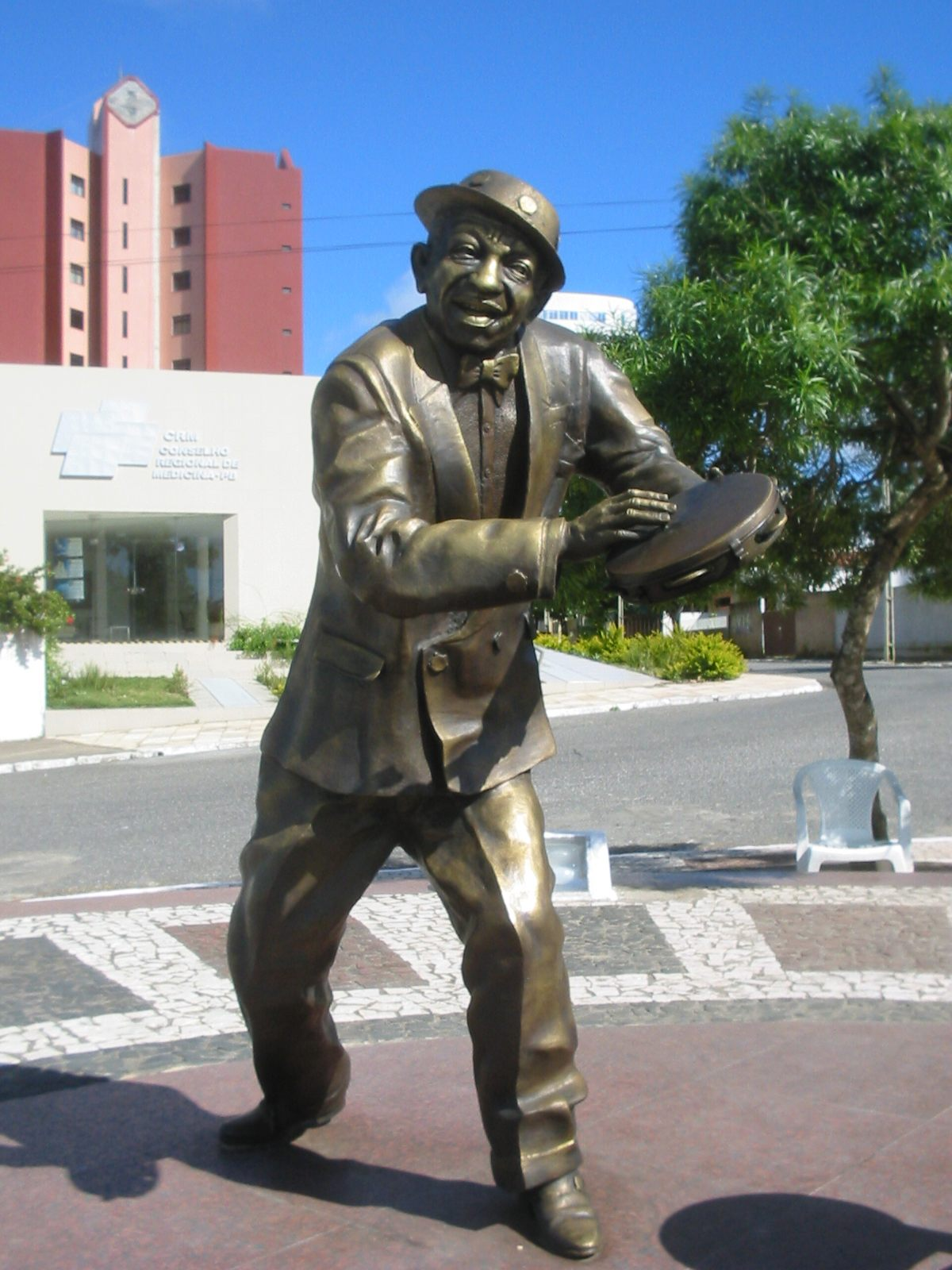
Estàtua de bronze a Campina Grande.

| - 1955: Jackson do Pandeiro - Copacabana - 1956: Forró do Jackson - Copacabana - 1957: Jackson e Almira - Os Donos do Ritmo - Copacabana - 1958: Forró do Jackson (1ª coletânea) - Copacabana - 1959: Jackson do Pandeiro - Columbia - 1960: Sua Majestade - o Rei do Ritmo (2º Coletânea) - Copacabana - 1960: Cantando de Norte a Sul - Philips - 1961: Ritmo, Melodia e a Personalidade de Jackson do Pandeiro - Philips - 1961: Mais Ritmo - Philips - 1962: A Alegria da Casa - Jackson do Pandeiro e Almira - Philips - 1962: ...É Batucada! - Com Jackson do Pandeiro e Almira e o Ritmo Empolgante dos "Reis da Batucada" - Philips - 1962: O Melhor de Jackson do Pandeiro (3ª coletânea) - CBS - 1963: Caminho da roça - Jackson do Pandeiro, Almira e Zé Calixto - Philips - 1963: Forró do Zé Lagoa - Philips - 1964: Tem Jabaculê - Philips - 1964: Coisas Nossas - Philips - 1964: São João no Brejo - Jackson do Pandeiro e Almira, Alventino Cavalcanti, Zé Calixto e Borrachinha - Philips - 1965: ...E Vamos Nós! - Philips - 1965: São João no Brejo nº 2 Jackson do Pandeiro e Almira, Alventino Cavalcanti, Zé Calixto e Borrachinha - Philips - 1966: O Cabra da Peste - Continental | - 1966: Os grandes sucesso de Jackson do Pandeiro (4ª coletânea) - Fantasia - 1967: A Braza do Norte - Cantagalo - 1968: Jackson do Pandeiro (5ª coletânea) - Philips - 1970: Aqui Tô Eu - Philips - 1971: Jackson do Pandeiro - Série Autógrafo de sucesso (6ª coletânea) - Fontana/Phonogram - 1971: O Dono do Forró - CBS - 1972: Sina de Cigarra - CBS - 1973: Tem Mulher, Tô Lá - CBS - 1974: Nossas Raízes - Alvorada/Chantecler - 1975: Os grandes sucessos de Jackson do Pandeiro (7ª coletânea) - Tropicana/CBS - 1975: A Tuba da Muié - Jackson do Pandeiro e seu conjunto - Alvorada/Chantecler - 1976: Mutirão - Chantecler/Alvorada - 1976: É Sucesso - Tropicana/CBS - 1977: Um Nordestino Alegre - Chantecler/Alvorada - 1978: Alegria Minha Gente - Chantecler/Alvorada - 1980: São João Autêntico de Jackson do Pandeiro (8ª coletânea) - Sinter/Polygram - 1981: O melhor de Jackson do Pandeiro (9ª coletânea) - Chantecler - 1981: Isso é que é Forró! - Polifar/Polygram |

### Textos complementaris
- Gomes Santos, José Deribaldo «Jackson do Pandeiro: anotações sobre o cotidiano na obra do Rei do Ritmo» (en portuguès brasiler). Bakhtiniana: Revista de Estudos do Discurso, 18, 12-12-2022, pàg. 58–86. DOI: 10.1590/2176-4573p57884. ISSN: 2176-4573.
- Paiva da Silva, Glauber. Práticas e representações nordestinas na musicografia de Jackson do Pandeiro (1953-1981) (tesi) (en portuguès brasiler).  Recife: Universidade Federal Rural de Pernambuco, 23/08/2018.
- Sampaio Pinto, Rodrigo; Salztrager, Ricardo «O nordeste e os nordestinos representados no Rio de Janeiro: Uma análise em torno das produções de memória e identidade presentes na feira de São Cristóvão e na feira de Caxias» (en portuguès brasiler). Tempo psicanalitico, 54, 2, 12-2022, pàg. 419–440. ISSN: 0101-4838.